# Vzhodnokitajsko morje
Vzhodnokitajsko morje (poenostavljena kitajščina 东海国海, tradicionalna kitajščina 東中國海, korejsko 동중국해, japonsko 東シナ海 "vzhodno morje Šina") je obrobno morje, vzhodno od Kitajske. Predstavlja območje Tihega oceana v velikosti 1.249.000 kvadratnih kilometrov. Na vzhodu ga omejujeta japonski otok Kjušu ter otočje Rjukju, na jugu južnokitajsko morje in na zahodu azijska celina. Morje se povezuje z Japonskim morjem preko Korejske ožine, na severu pa se odpira v Rumeno morje. Meji na Južno Korejo, Japonsko, Tajvan in Ljudsko republiko Kitajsko.

## Geografija
Vzhodnokitajsko morje predstavlja območje Tihega oceana v velikosti 1.249.000 kvadratnih kilometrov. Na vzhodu ga omejujeta japonski otok Kjušu ter otočje Rjukju, na jugu južnokitajsko morje in na zahodu azijska celina. Morje se povezuje z Japonskim morjem preko Korejske ožine, na severu pa se odpira v Rumeno morje. Meji na Južno Korejo, Japonsko, Tajvan in Ljudsko republiko Kitajsko. Največja reka, ki se zliva v vzhodnokitajsko morje, je Jangce.
Med leti 1849 in 1892 so na območju za kiti vrste Eubalaena japonica lovile ameriška kitolovke.

### Otoki in grebeni
- Otoki Senkaku (Japonska) oz. otoki Diaoyu (Kitajska), sporno ozemlje.
- Otok Tong

Na severu vzhodnokitajskega morja je veriga potopljenih grebenov:
- Skala Sokotra oz. Suyan predmet spora EEZ med Ljudsko republiko Kitajsko in v Južno Korejo
- Skala Hupijiao (虎皮礁)
- Skala Yajiao (鸭礁)

## Imenovanje
Morje se na Kitajskem imenuje Vzhodno morje (東海; Dōng Hǎi) in je eden od štirih morja kitajske literature. Obstajajo tri druga morja, eno za vsako od štirih smeri neba. Do druge svetone vojne se je morje v japonščini imenovalo 東支那海 (Higaši Šina Kai; "Vzhodno morje Šina"). Od leta 2004 je standardni zapis z enako izgovorjavo 東シナ海. Navadno imenovanje za morje v indonezijskem jeziku je Laut Cina Timur (»Vzhodnokitajsko morje«), leta 2014 pa so prešli na uradno ime Laut Tiongkok Timur. Kljub temu se v mnogih publikacijah in medijih še vedno uporablja staro ime.